# 皮下注射

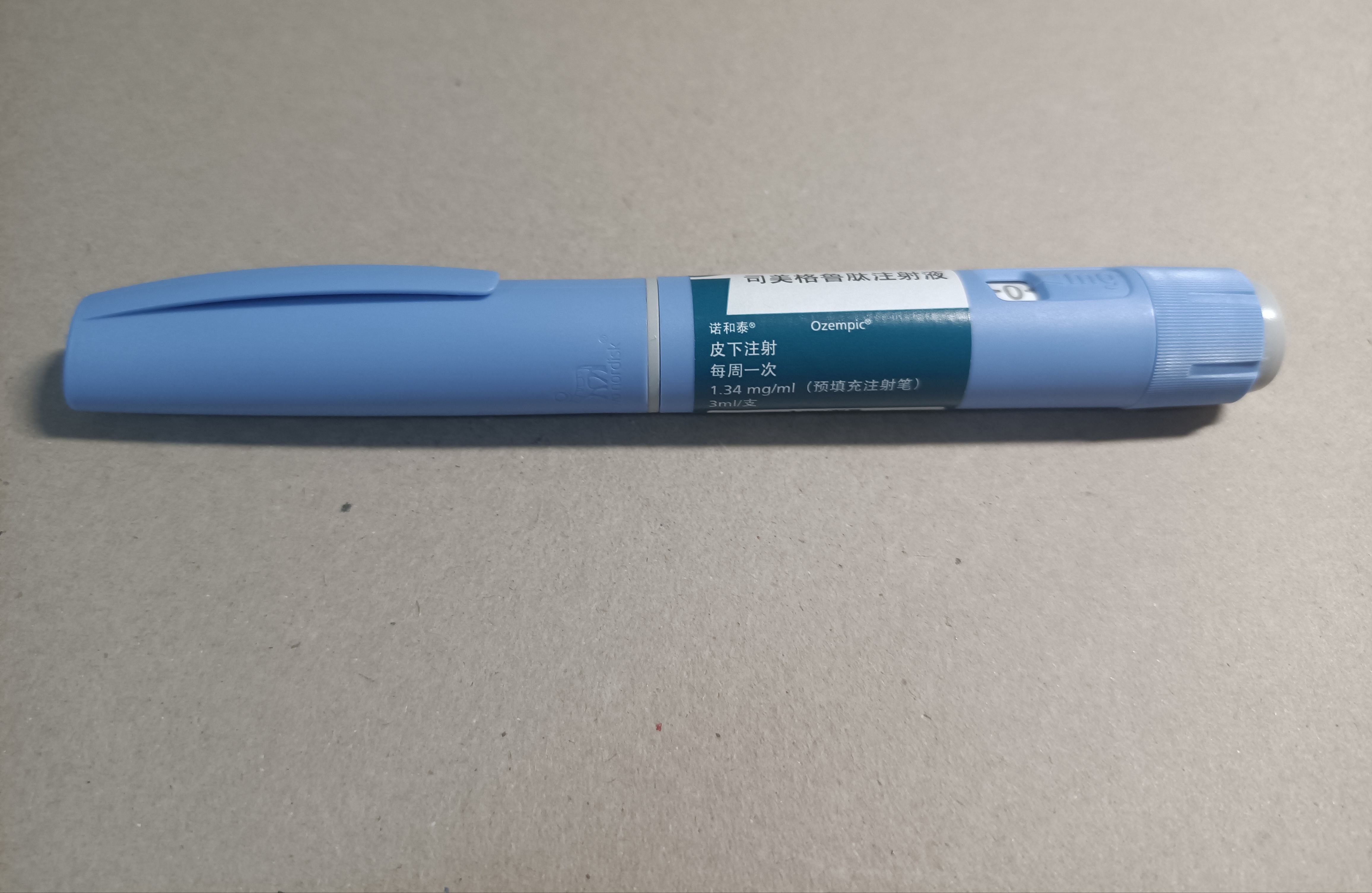
一只于中国大陆出售的司美格鲁肽皮下注射笔

皮下注射（英語：Subcutaneous injection），是一種藥物注射的方法，將藥物以注射器及針頭注入皮下的脂肪組織中。皮下注射在施用胰島素、嗎啡、二乙酰嗎啡和戈舍瑞林等藥物非常有效。皮下注射可以縮寫為SC、SQ、sub-cu、sub-Q、SubQ或subcut，其中Subcut是減少誤解和潛在錯誤風險的首選縮寫。皮下組織幾乎沒有血管，在這裡注射藥物是為了保持緩慢、持續的吸收速率，其速率比肌肉注射慢，但仍比皮內注射快。